# کلاد نیکولت
کلاد نیکولت (۱۵ سپتامبر ۱۹۳۰–۲۴ دسامبر 2010) مورخ فرانسوی قرن بیستم و بیست و یکم، متخصص نهادها و ایده‌های سیاسی روم باستان بود.

## زندگی‌نامه
حرفه
او دانشجوی سابق مدرسه عالی عادی، آگرگ تاریخ (agrégé d'histoire) و عضو مدرسه فرانسوی رم از سال ۱۹۵۷ تا ۱۹۵۹، استاد تاریخ باستان در دانشگاه تونس، دانشگاه کان و سپس دانشگاه پانتئون-سوربن پاریس بود. و مدیر بازنشسته مطالعات از سال ۱۹۹۷ در مدرسه عملی پژوهش‌های عالی. او که در سال ۱۹۸۶ به عضویت فرهنگستان کتیبه‌شناسی و زبان‌های باستانی فرانسه انتخاب شد، از سال ۱۹۹۲ تا ۱۹۹۵ مدیر مدرسه فرانسوی رم بود.
مشاور وزیر
او در سال ۱۹۵۶ به عنوان عضوی از کابینه پیر مندس فرانس فعالیت سیاسی کوتاهی انجام داد. او دبیر و سپس سردبیر روزنامه «دفترچه‌های جمهوری» بود و بین سالهای ۱۹۸۴ تا ۲۰۰۲ به ریاست دفتر ژان پیر شوون در امور آموزش مدنی منصوب شد.
او برای بیان تعهد جمهوری‌خواهانه‌اش و حرفه‌اش به‌عنوان یک تاریخ‌نگار در سراسر زندگی‌اش اشتیاق نشان می‌داد. این امر به اصالت کار او کمک کرد، در میان روم باستان و دوران معاصر، به ویژه در مورد عملکرد جامعه و نهادهای سیاسی. همان‌طور که کاترین ویرلوو اشاره کرد، "این همان پرسشی است که حرفه شهروندی در روم باستان (۱۹۷۶) و ایده جمهوری در فرانسه را در کنار یکدیگر قرار می‌دهد.
ایده جمهوری‌خواهی در فرانسه
به گفته سلین اسپکتور، ایده جمهوری‌خواهی در فرانسه (۱۹۸۲) اثر نیکوله، به بازگشت ایده جمهوری خواهانه در دهه ۱۹۸۰ کمک کرد. به گفته او، این روسو بود که مبنای نظری مفهوم جمهوری را آنگونه که در فرانسه درک می‌شود فراهم کرد. به ویژه، مفهوم حاکمیت و نظریه حقوقی خود را برای شهروندان ژنو از سر گرفت. نیکولت می‌نویسد:
امر بزرگ جمهوری خواهان البته روسو است. انسان و آثارش به خودی خود آنقدر به هم مرتبط بوده‌اند، و علاوه بر این، در ظاهر آنقدر متناقض و در واقعیت آنقدر منسجم هستند که نمی‌توانیم تعجب کنیم که روسو یک قرن - و شاید بیشتر - سابقه داشته‌است، هم مرجع اجتناب ناپذیر و هم بارزترین نشانه تفرقه در میان جمهوری خواهان فرانسه و نیز برخی دیگر.